# سمعون (ولاية بجاية)
سمعون بلدية بولاية بجاية بالجزائر

## الوديان
- وادي أماسين

## مواضيع ذات صلة
- بلديات ولاية بجاية
- دوائر ولاية بجاية